# Éxodo. Diario de una refugiada española
Éxodo. Diario de una refugiada española es un libro testimonial de la autora española y nacionalizada en México Silvia Mistral. En él, escrito en tercera persona, relata sus últimos días de la guerra civil en Barcelona, su exilio en el sur de Francia y su travesía a bordo del Ipanema, que le llevaría a Veracruz (México).

## Contexto
Este libro pertenece a la llamada literatura de las exiliadas que se centra especialmente en memorias y experiencias personales. Plasmaron lo que vivieron y lo hicieron siendo conscientes de ser portadoras de la memoria de esos hechos. Entre las obras también están: De Barcelona a la Bretaña francesa (1939), de Luisa Carnés;  Una mujer en la guerra de España (1964), de Carlota O’Neill; Memoria de la melancolía (1970), de María Teresa León; Un barco cargado de... de Cecilia G. de Guilarte; Primer exilio (1978), de Ernestina de Champourcin; Memorias habladas, memorias armadas (1990), de Concha Méndez yLos diablos sueltos de Mada Carreño.

## Argumento
En 1940 Silvia Mistral publicó en Hoy –una revista mexicana-, seis entregas bajo el título Éxodo: diario de una refugiada española. Unos meses después  fueron reunidas en un solo volumen, bajo el mismo título, prologadas por León Felipe y publicadas por la editorial Minerva. Esta editorial fue la primera creada por exiliados en México. Las notas que no fueron creadas para su publicación abarcan desde el 24 de enero de 1939 hasta su llegada a México el 8 de julio de ese mismo año.
En él Mistral da testimonio de lo que va viviendo: la entrada de las tropas franquistas en Barcelona, el ametrallamiento de los huidos... Todo debidamente fechado en veintinueve capítulos. Aunque la autora diga que es un diario tiene un alto valor historiográfico ya que hay cartas y normativas, con los que testimonia su vivencia de los hechos.
Su estructura es de diario pero su contenido es como de un texto memorialístico que, combinando lo personal y lo histórico, añade referencias políticas y literarias reelaboradas después de su primera escritura.
Se puede dividir en cinco etapas: la salida de España; un breve paso por el campo de Argelès-sur-Mer, en el cual se pone énfasis en las malas condiciones en las que viven los refugiados; la estadía en la Casa del Pueblo, el refugio de Les Mages, y el viaje a bordo del Ipanema a México. La solidaridad y el compañerismo entre mujeres son valores que atraviesan el testimonio transversalmente. Y otra constante es la búsqueda de familiares. También narra los días en el barco y como Mistral fue parte activa de la redacción y organización delos boletines publicados para dar información a los pasajeros.
En 1944, ya afincada en México, publicó Madréporas que, siendo un relato lírico sobre su maternidad, refleja su situación de exiliada. Con ambas obras se puede trazar la evolución de Mistral frente a la realidad del exilio.